# Досбольський сільський округ
Добо́льський сільський округ (каз. Досбол ауылдық округі, рос. Доболский сельский округ) — адміністративна одиниця у складі Сарисуського району Жамбильської області Казахстану. Адміністративний центр — село Досбол.
Населення — 640 осіб (2021; 804 у 2009, 649 у 1999, 1308 у 1989).
Станом на 1989 рік село Досбол перебувало у складі Комсомольської сільської ради, одне село Кокдала — у складі Жайлминської сільської ради, інше село Кокдала — у складі Туркестанської сільської ради, село Шагалали — у складі Жанаарицької сільської ради. 2004 року село Досбол Тогизкентського сільського округу, одне село Кокдала Жайлминського сільського округу, інше село Кокдала Туркестанського сільського округу, село Шагалали — у складі Жанаарицького сільського округу утворили окремий Досбольський сільський округ.

## Склад
До складу округу входять такі населені пункти:
| Населений пункт     | Старі назви                              | Населення, осіб (1989) | Населення, осіб (1999) | Населення, осіб (2009) | Населення, осіб (2021) |
| ------------------- | ---------------------------------------- | ---------------------- | ---------------------- | ---------------------- | ---------------------- |
| Досбол, село        | Ферма №2 совхоза Тогузкентський          | 429                    | 272                    | 401                    | 308                    |
| Кокдала-кіші, село  | Кокдала, Ферма №1 совхоза Туркестанський | 146                    | 60                     | 71                     | 54                     |
| Кокдала-улкен, село | Кокдала, Ферма №2 совхоза Жаїлминський   | 581                    | 130                    | 68                     | 83                     |
| Шагалали, село      | Ферма №2 совхоза Байкадамський           | 152                    | 187                    | 264                    | 195                    |